# Medlovice (okres Uherské Hradiště)
Obec Medlovice se nachází v okresu Uherské Hradiště ve Zlínském kraji. Obec leží na jihovýchodním okraji Chřibů na rozcestí mezi Uherským Hradištěm a Kyjovem. Žije zde 462 obyvatel.

## Historie a památky
První zmínka o obci se datuje do roku 1351. Od roku 1538 sdílely Medlovice osud s buchlovským panstvím.
V roce 1866 zde byla postavena kaple zasvěcená Panně Marii. V období 1907–1977 v obci fungovala i škola, v současné době tuto budovu využívá Ústav sociálních věcí pro děti a mládež. V roce 1930 byl v obci odhalen pomník T. G. Masaryka. Tato busta byla o devět let později zakopána a po válce spolu s pamětní deskou zemřelým za druhé světové války slavnostně instalována.
V obci od roku 1922 aktivně působil dnes již zaniklý Sbor dobrovolných hasičů. Z roku 1926 pochází první zmínka o Červeného kříže (Stráž Samaritánů), s dodnes aktivní členskou základnu mezi občany. Od roku 1979 zde působí TJ Medlovice.

## Galerie

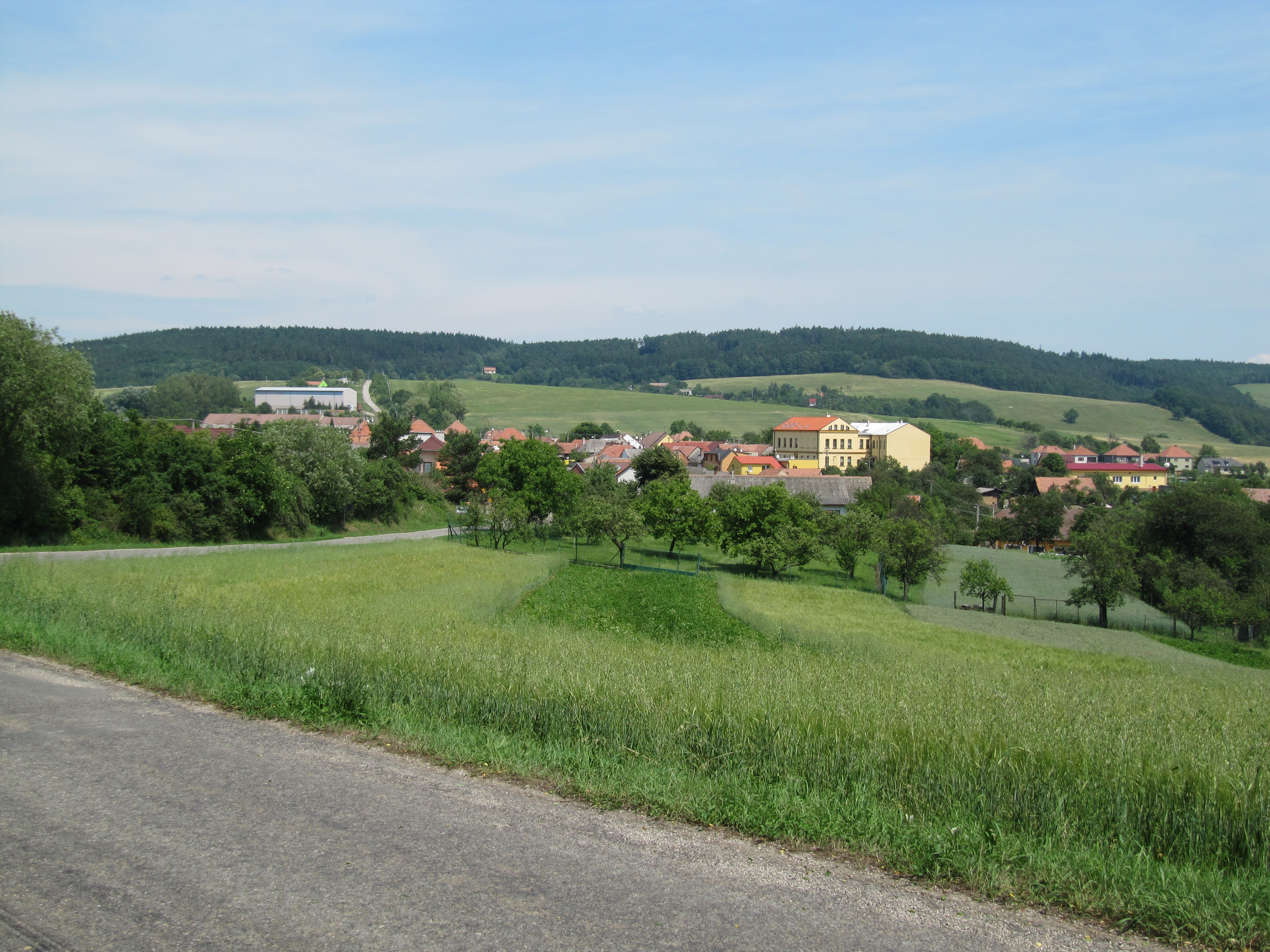
Celkový pohled
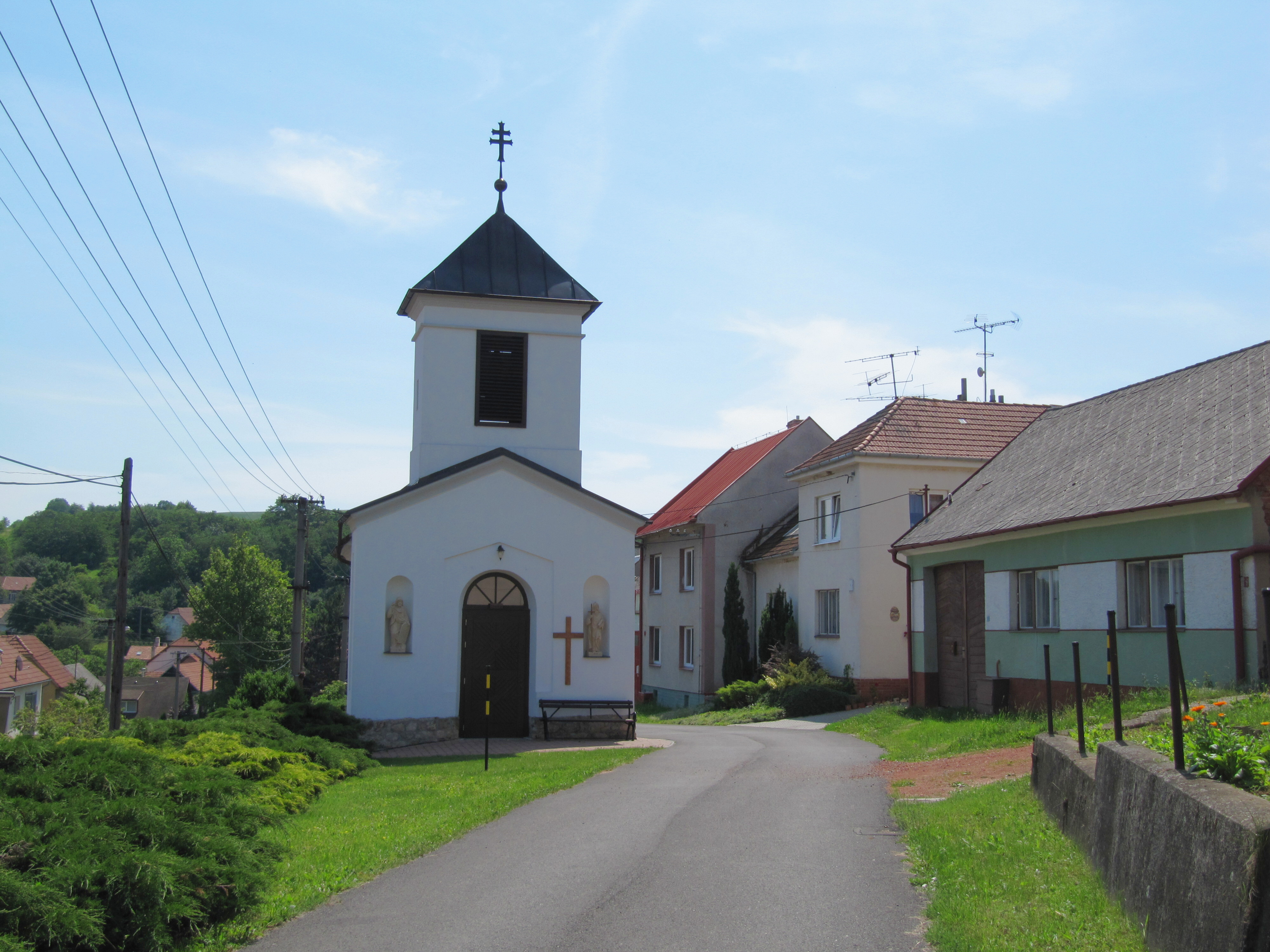
Kaple na návsi
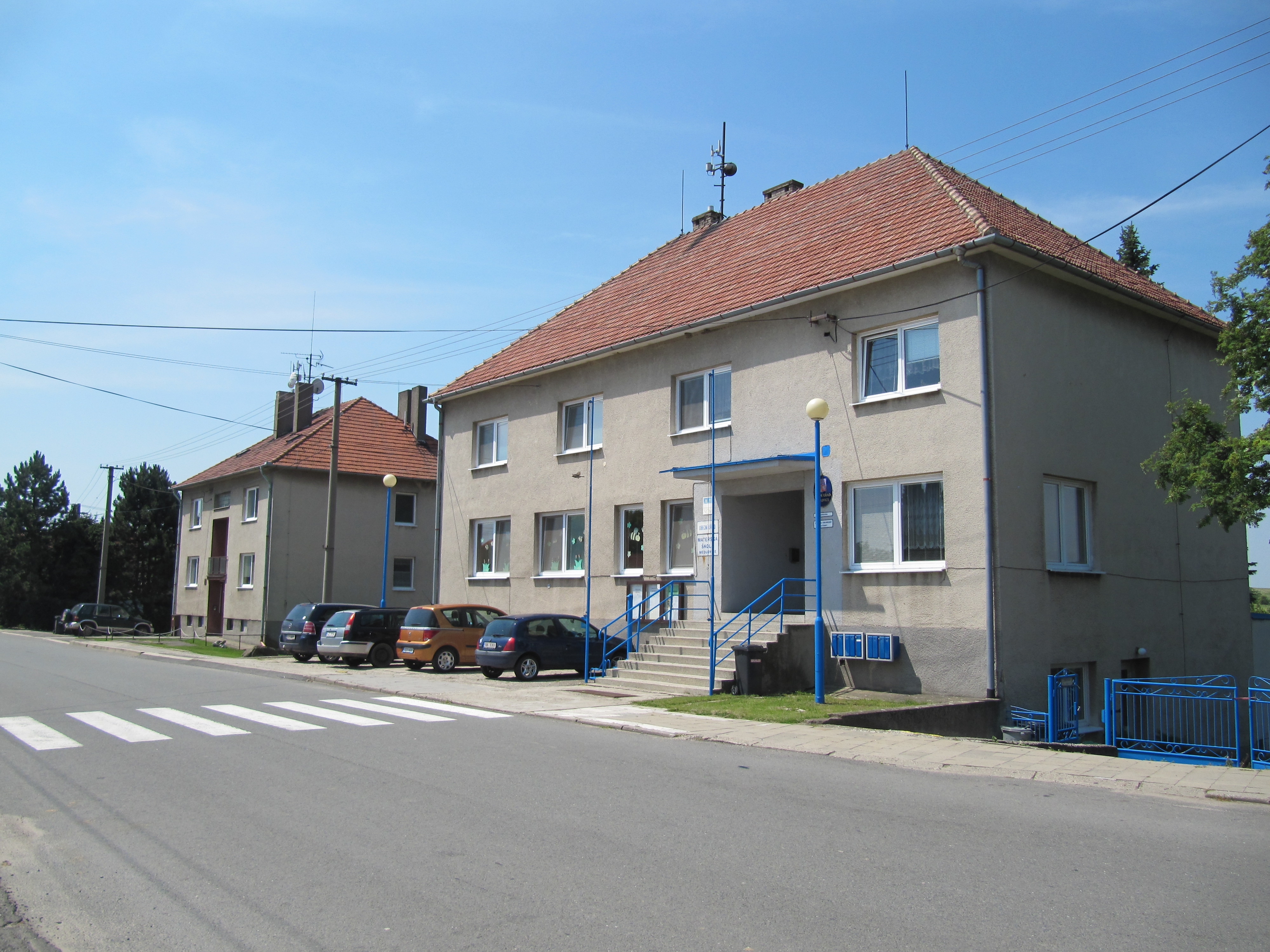
Obecní úřad
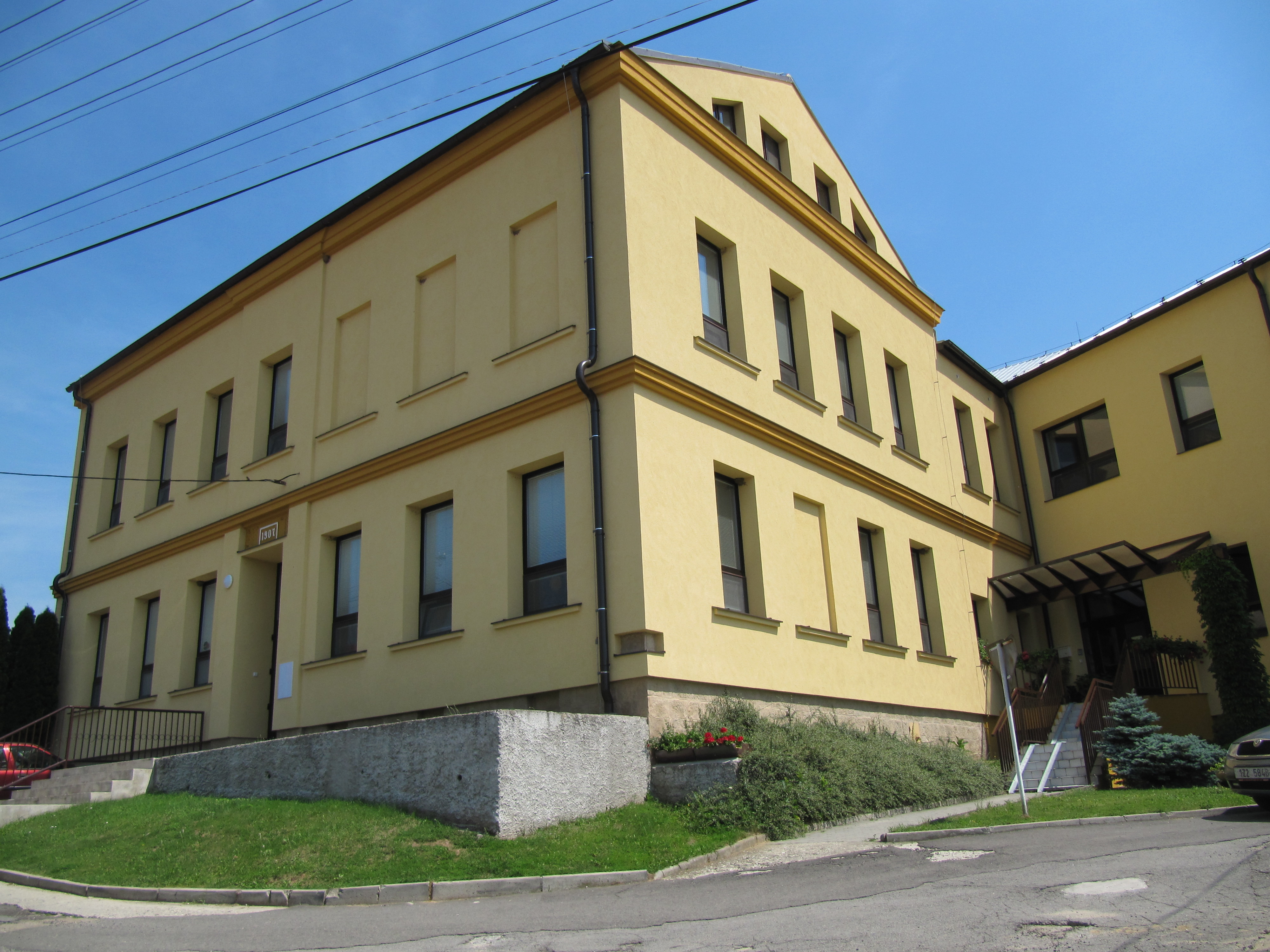
Ústav sociální péče
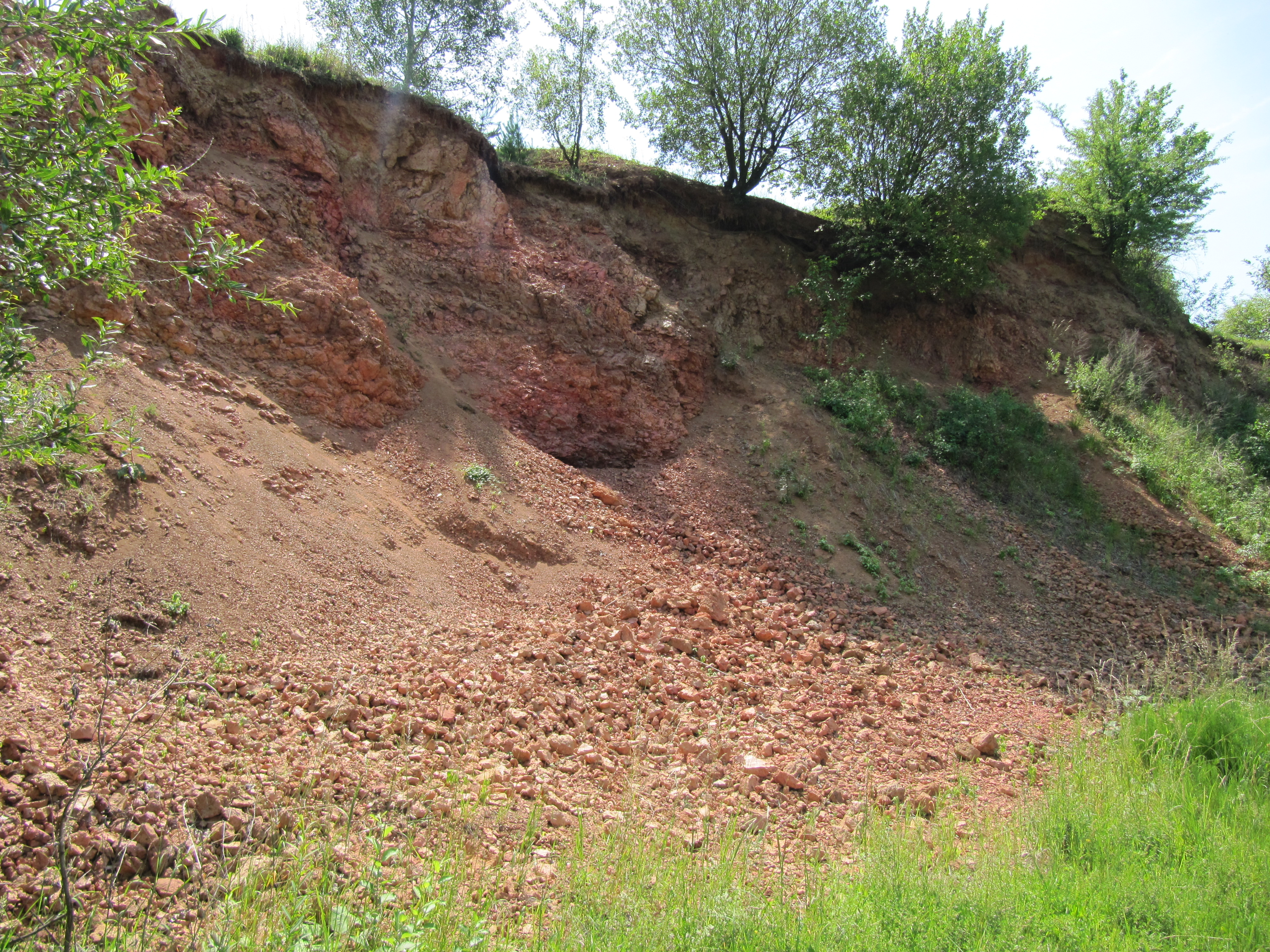
Přírodní památka Medlovický lom

## Zajímavosti
Na území obce se nalézá přírodní památka Medlovický lom – unikátní lom jaspisových porcelanitů o rozloze 1,16 ha, jedna z pěti lokalit v Evropě. Na lokalitě provádí výzkum Český geologický ústav.
V okolí obce se nacházejí cyklotrasy.

## Tradice
V této slovácké vesničce se udržují tradice, jako jsou fašanky, velikonoční hrkání, stavění máje, dožínky, Havelské hody, Mikuláš, Silvestrovské oslavy.